# 普法特河
48°58′53.5″N 12°24′11″E / 48.981528°N 12.40306°E

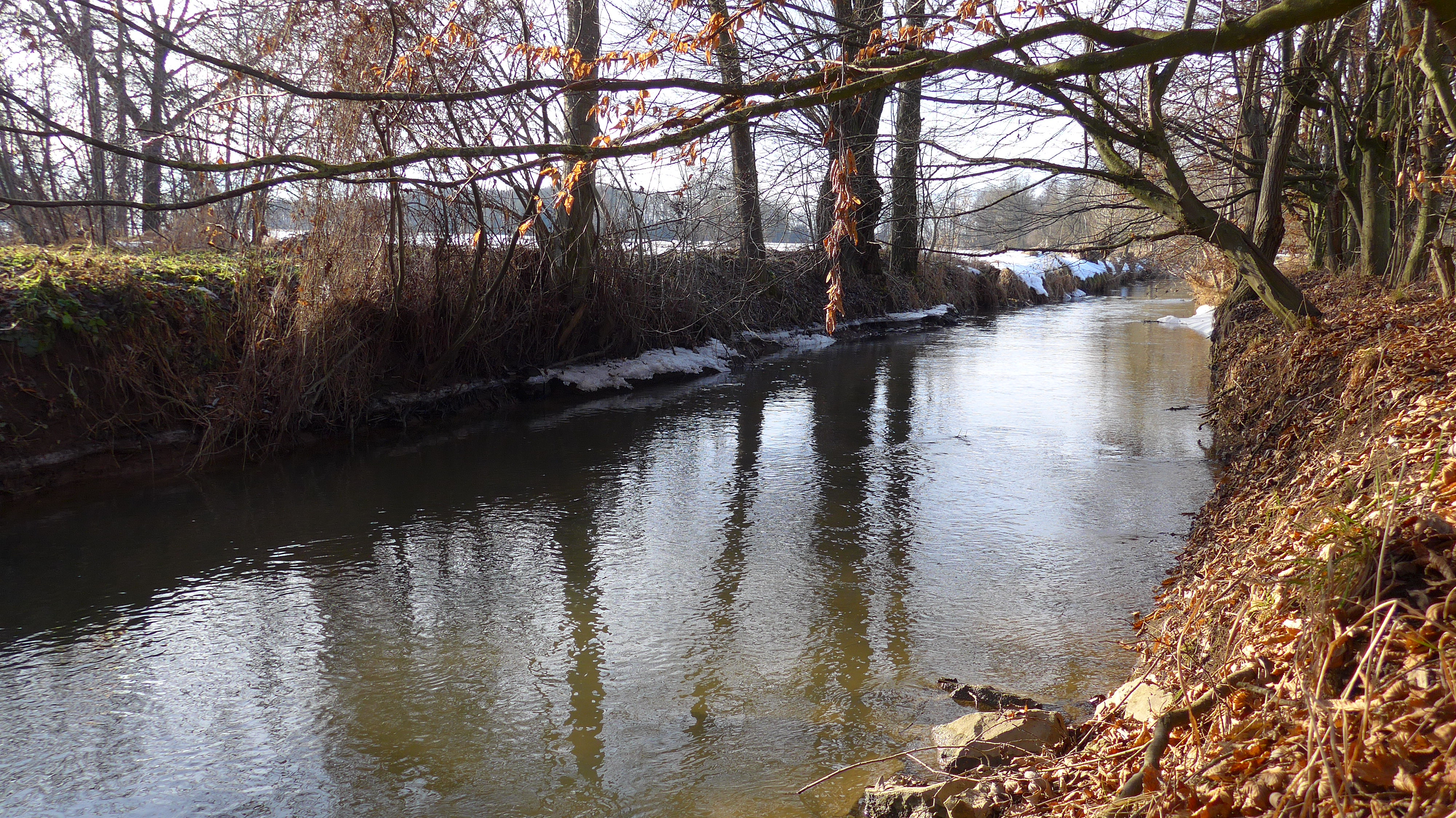

普法特河（德語：Pfatter），是德國的河流，位於該國東南部，由巴伐利亞負責管轄，屬於多瑙河的支流，河道全長33公里，流域面積262.1平方公里，河口處在普法特附近。